# Lasar Moissejewitsch Kaganowitsch

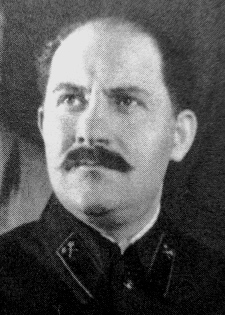
L. M. Kaganowitsch (1935)

Lasar Moissejewitsch Kaganowitsch, eigentlich Lasar Mossjewitsch Kogan, (russisch Лазарь Моисеевич Каганович; wissenschaftliche Transliteration Lazar' Moiseevič Kaganovič, * 10.jul. / 22. November 1893greg. in Kabany, Ujesd Radomyschl, Gouvernement Kiew, Russisches Kaiserreich (heute das aufgegebene Dorf Dibrowa im Rayon Poliske in der Oblast Kiew, Ukraine); † 25. Juli 1991 in Moskau) war ein sowjetischer Politiker und einer der engsten Vertrauten von Josef Stalin.

## Biografie

### Aufstieg
Lasar Kaganowitsch, Sohn jüdischer Eltern, lernte das Handwerk eines Schuhmachers und arbeitete danach in einer Schuhfabrik. 1911 schloss er sich der Sozialdemokratischen Arbeiterpartei Russlands (SDAPR) an. Er betrieb propagandistische Parteiarbeit unter den jüdischstämmigen Arbeitern der Nordukraine und in Belarus. Während des Ersten Weltkrieges verhaftet, gelang ihm die Flucht über Kiew ins Donezbecken. Dort war er in Jusowka als illegaler Bolschewik tätig und lernte den jungen Nikita Chruschtschow kennen.
Nach der Februarrevolution 1917 wurde er in die Armee einberufen und nach Saratow geschickt. Er war Mitglied der lokalen Bolschewiki-Organisation. Einer Verhaftung entzog er sich durch die Flucht nach Gomel. Mit Ausbruch der Oktoberrevolution in Petrograd nahm Kaganowitsch aktiv als Politkommissar an der Machtübernahme in Gomel teil. Er war Mitglied der bolschewistischen Fraktion der Konstituante (Januar 1918 aufgelöst) und Delegierter auf dem 3. Allrussischen Kongress.
Im Juni 1918 wurde er Mitglied der Propagandaabteilung der Roten Armee, zuerst in Nischni Nowgorod und dann in Woronesch. Im Bürgerkrieg wich er nach Norden aus und leitete ein lokales militärrevolutionäres Komitee. Nach dem Scheitern der Offensive der weißen Truppen im Herbst 1919 übernahm er für kurze Zeit die Leitung des Gouvernements Woronesch. Im Sommer 1920 wurde Kaganowitsch Vorsitzender des Rates der Volkskommissare (Regierungschef) von Turkestan sowie Mitglied des Büros der KPR(B) für Turkestan, Volkskommissar der Arbeiter- und Bauerninspektion und Vorsitzender des Stadtsowjets von Taschkent.
In dieser Zeit lernte er Josef Stalin kennen, der seinen Aufstieg in der Partei förderte. Als Generalsekretär der Partei berief Stalin Kaganowitsch nach Moskau. Er war von 1922 bis 1923 Leiter der Organisationsabteilung des Sekretariats des Zentralkomitees (ZK). In seinen ersten Veröffentlichungen behandelte er theoretische Fragen zur Ideologie. Vom 2. Juni 1924 bis zum 30. April 1925 war er zum ersten Mal Sekretär des Zentralkomitees.
Kurz danach setzte Stalin ihn im beginnenden Machtkampf gegen Grigori Sinowjew und Lew Kamenew in der Provinz ein; er war von 1925 bis 1928 Generalsekretär der ukrainischen Parteiorganisation. Auf dem „XIV. Parteitag der Industrialisierung“ unterstützte er 1925 Stalins politischen Kurs uneingeschränkt.
Kaganowitsch betrieb eine Politik der „Ukrainisierung“, bei der die ukrainische Sprache, ukrainische Kultur (Oper, Theater) und lokale Kader im Verwaltungs- und Parteiapparat gefördert wurden. Der Kampf gegen alle „kleinbürgerlichen Nationalisten“ und Verfechter einer größeren Autonomie wurde jedoch verstärkt. Bei allen Konflikten der ukrainischen Republikführung mit Moskau stand er allerdings immer auf Seiten Moskaus. Kaganowitschs Politik in der Ukraine provozierte Konflikte mit der lokalen Partei und der lokalen Regierung. Deshalb forderten Wlas Tschubar und Petrowski seine Abberufung. Stalin holte ihn zurück nach Moskau. Vom 12. Juli 1928 bis 10. März 1939 war er zum zweiten Mal Sekretär des Zentralkomitees.

### Im Zentrum der Macht
Vom 23. Juli 1926 bis zum 13. Juli 1930 war Kaganowitsch Kandidat des Politbüros der WKP (B). 1930 – mit 37 Jahren – stieg er auf in das höchste politische Gremium der UdSSR: Vom 13. Juli 1930 bis zum 29. Juni 1957 war er Vollmitglied des Politbüros. Bis zum Tode Stalins 1953 war er neben Schdanow, Molotow, Woroschilow, Mikojan, Malenkow und Beria einer der mächtigsten Parteiführer unter Stalin.
Kaganowitsch, der die Entmachtung von Nikolai Bucharin und Alexei Rykow unterstützte, war ein entschiedener Verfechter der Abschaffung der Neuen Ökonomischen Politik. Er begrüßte die Zwangskollektivierung der sowjetischen Landwirtschaft und spielte eine große Rolle beim Kampf gegen die sogenannte Klasse der Kulaken auf dem Lande. Als enger Mitarbeiter Stalins war er in der ersten Hälfte der 1930er-Jahre mit Molotow und Woroschilow einer der mächtigsten politischen Führer des Landes. Ständig mischte er sich in alle möglichen Lebensbereiche ein und leitete oder organisierte vielfältige Maßnahmen und Regierungskampagnen.
Er vertrat eine dogmatische Position bei der Diskussion über den wissenschaftlichen Marxismus. Deshalb attackierte er auf dem XVI. Parteitag 1930 den russischen Wissenschaftler Alexei Lossew als „Reaktionär“ und „Feind der Sowjetmacht“. Er setzte als Volkskommissar der Arbeiter- und Bauerninspektion die Parteiauffassungen durch und benannte die Kader in den maßgeblichen Parteizeitungen. Er bekämpfte das „formal-bürokratische Herumstochern“ in den Parteidokumenten und den „faulen Liberalismus“ gegenüber Parteifeinden und Abweichlern von der Linie des Marxismus und Leninismus, als Gegner des Trotzkismus und der Auffassungen Bucharins.
Mit Molotow nahm er an der all-ukrainischen Parteikonferenz 1930 teil und unterstützte die Kollektivierungspolitik. Diese gilt nach Meinung vieler Historiker neben dem Lyssenkoismus als eine Ursache der katastrophalen Hungersnot von 1932 bis 1933, dem Holodomor in der Ukraine und weiteren Regionen. Im Sommer 1932 reiste Kaganowitsch als Leiter einer großen Regierungsdelegation in den Nordkaukasus, wo er die angebliche „Sabotage“ in der Belieferung des Staates mit Weizen und Roggen bekämpfte. Die Bevölkerung ganzer Kosakendörfer wurde nach Sibirien deportiert und Tausende Menschen verhaftet. Mitte Dezember 1932 verschärfte er in der Ukraine den Terror. Durch Hungersnot kamen in dieser Zeit mehrere Millionen Menschen um.
Als Sekretär des ZK war er Organisator des XVII. Parteitages der WKP (B) („Parteitag der Sieger“) vom Januar 1934. Danach leitete er von 1930 bis 1935 auch die Parteikontrollkommission und die Moskauer Parteiorganisation. Als Erster Sekretär der Moskauer Parteiorganisation war Kaganowitsch für die Umgestaltung des Erscheinungsbildes der Stadt verantwortlich. Seine Tätigkeit begann mit der „Aufdeckung“ angeblich „konterrevolutionärer Verschwörungen“ in Verwaltungs- und Wirtschaftsabteilungen der Hauptstadt. Kaganowitsch wollte eine „Idealstadt der Zukunft“ durchsetzen. Er war deshalb einer der Hauptverantwortlichen für die Zerstörung vieler alter Stadtbereiche, Kirchen und Gebäude von Moskau, darunter der Sprengung der Christ-Erlöser-Kathedrale 1931 (Wiederaufbau ab 1992).
In seiner Zeit als Verkehrsminister der UdSSR und als politischer Chef von Moskau wurde ab 1931 die Moskauer Metro als „Baustelle Nr. 1“ im Stil des sozialistischen Klassizismus gebaut, um die überfüllten Moskauer Straßen zu entlasten. Durch aggressive Massenpropaganda sowie paramilitärische Härte und Disziplin konnte die erste U-Bahn-Linie mit 11 km Länge 1935 eingeweiht werden. Die Moskauer Metro trug von 1935 bis 1955 seinen Namen.
In der Partei galt Kaganowitsch als der „Feuerwehrmann“ oder als die „Lokomotive“ des Politbüros, der Pannen und schwierige Situationen mit unerbittlicher Härte löste.

### Mitglied der sowjetischen Regierung
Von 1935 bis 1937 war Kaganowitsch Volkskommissar (also Minister) für das Eisenbahnwesen in der Regierung von Molotow. Er blieb bis 1939 ZK-Sekretär und bis 1957 Politbüromitglied, jedoch nicht Moskauer Parteisekretär und Leiter der Parteikontrollkommission.
Bilder von ihm zierten bald alle Bahnstationen.
Das damals marode Eisenbahnwesen versuchte er mit begrenztem Erfolg durch Disziplin, Säuberungskampagnen und Härte sowie einen technischen Ausbau zu verbessern und zu sanieren. Bahnmitarbeiter durften kleine Grundstücke besitzen, auf denen sie Kleinvieh halten konnten.
1937 bis 1939 war er Volkskommissar für die Schwerindustrie. 1938 bis 1942 und 1943 bis 1944 war er wieder Volkskommissar für das Eisenbahn- und Transportwesen. Zugleich leitete er ab 1939 das Volkskommissariat für Brennstoffe und von 1939 bis 1940 das Volkskommissariat für die Ölindustrie. 1945 bis 1947 war er Minister für Baustoffe. 

Von 1938 bis 1945 war er auch Stellvertretender Vorsitzender und von 1954 bis 1957 Erster Stellvertretender Vorsitzender der Regierung der UdSSR in den Kabinetten von Molotow, Stalin, Georgi Malenkow und Nikolai Bulganin. Als Stellvertretender Ministerpräsident oblag ihm ab 1947 die Kontrolle der Ministerien für den Komplex der Schwerindustrie, des Verkehrs und des Wiederaufbaus.

### Stalinsche Säuberungen
Kaganowitsch war mitverantwortlich für die Stalinschen Säuberungen in den Jahren 1937 bis 1939. Seine Teilnahme am Großen Terror rechtfertigte er später mit der Aussage: „Wir haben uns versündigt, indem wir zu weit gingen und gewiss alle Fehler gemacht … dafür aber den Zweiten Weltkrieg gewonnen haben.“
Er war an der Verfolgung des Theaterregisseurs Wsewolod Meyerhold beteiligt.

### Zweiter Weltkrieg und Nachkriegszeit
Kaganowitsch gehörte zu den Verantwortlichen für das Massaker von Katyn. Zwar fehlt auf dem Mordbefehl des Politbüros in Moskau seine Unterschrift, doch wurde handschriftlich sein Name mit dem Zusatz „dafür“ (russisch: за) hinzugefügt (s. Dokument 1). Er war als Volkskommissar für den Transport der gefangenen Polen zu ihren Exekutionsorten verantwortlich.

Vorschlag von Lawrenti Beria an Stalin zur Exekution polnischer Offiziere mit Zustimmung von Lasar Kaganowitsch  März 1940
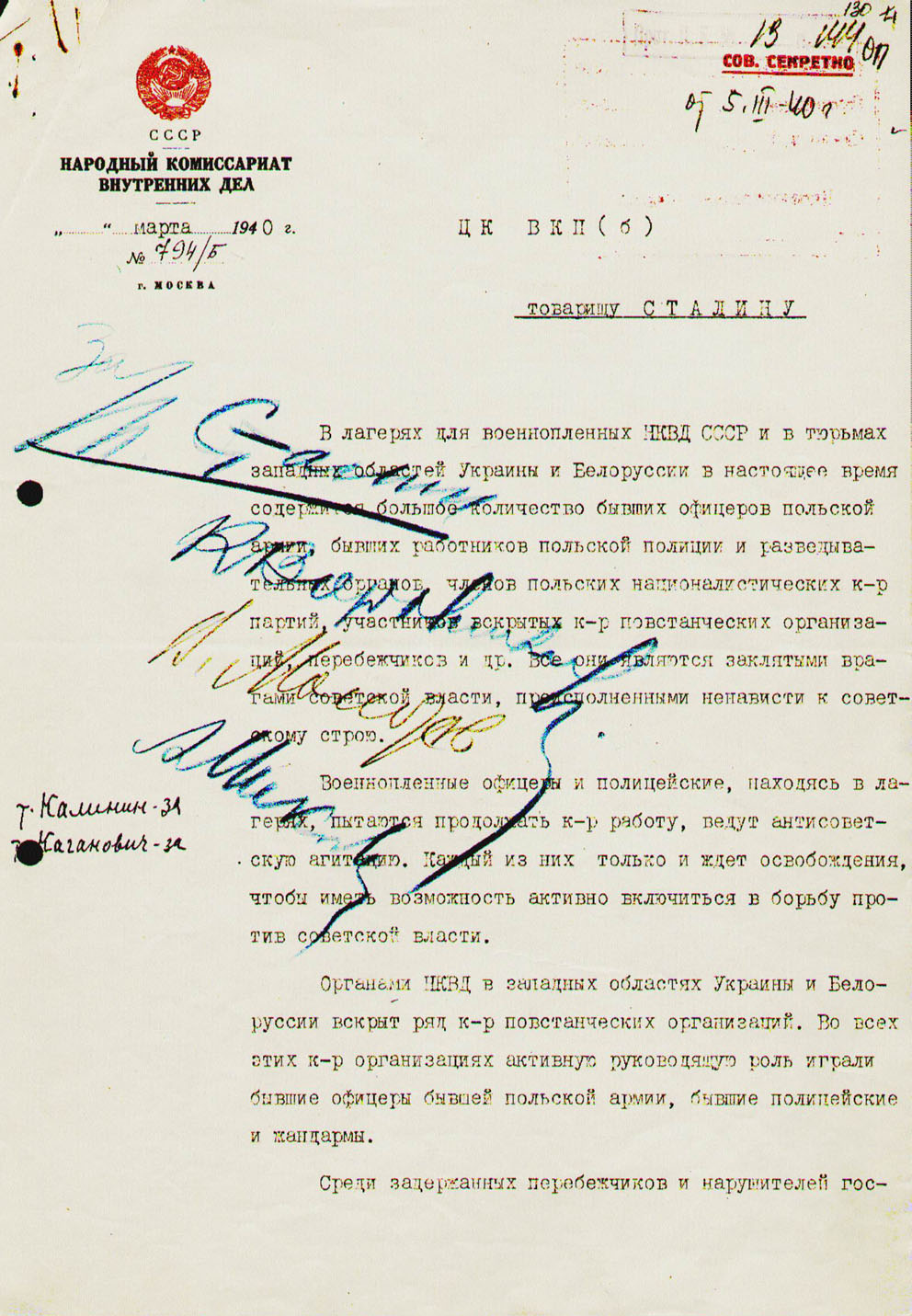
Seite 1.
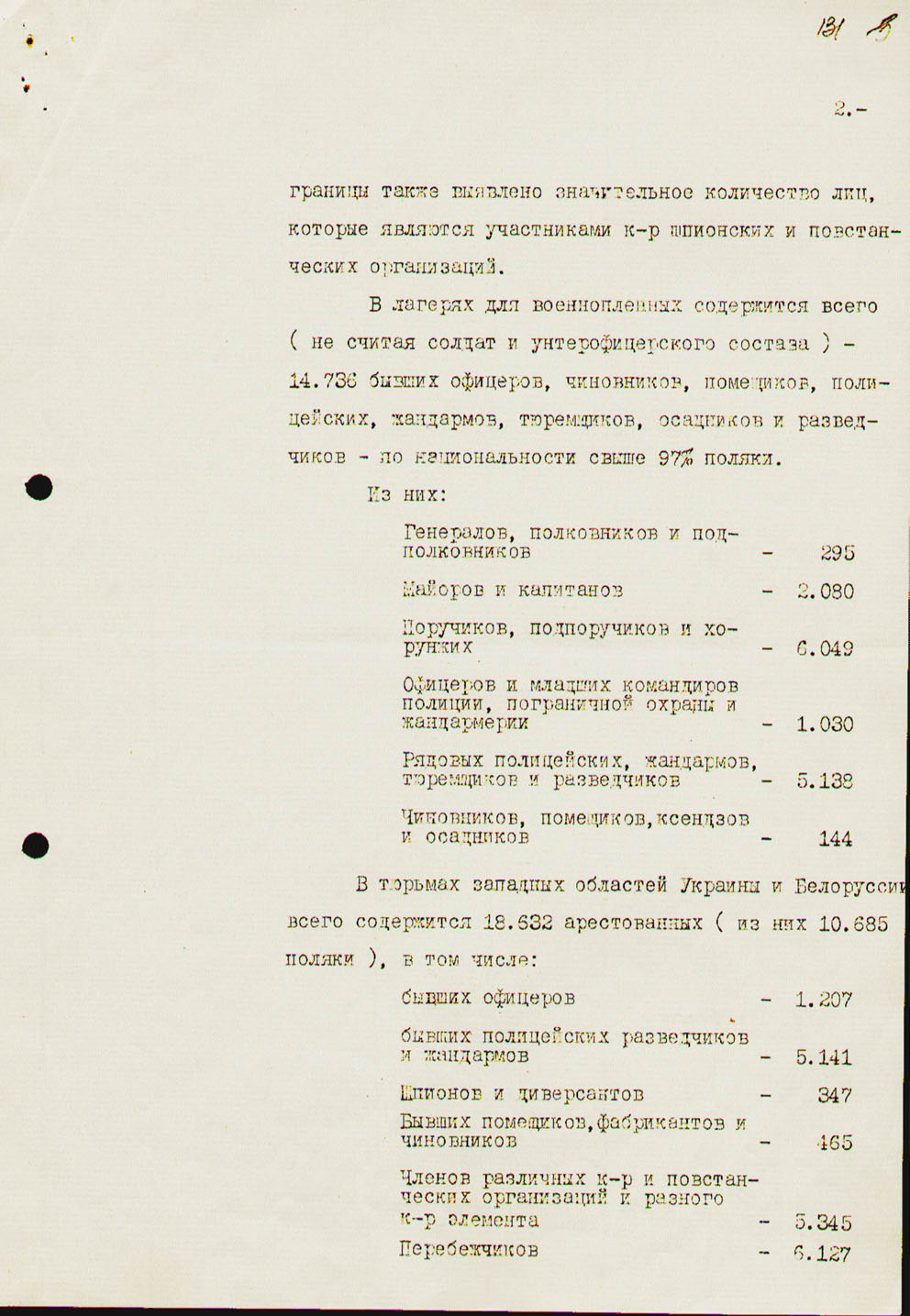
Seite 2.
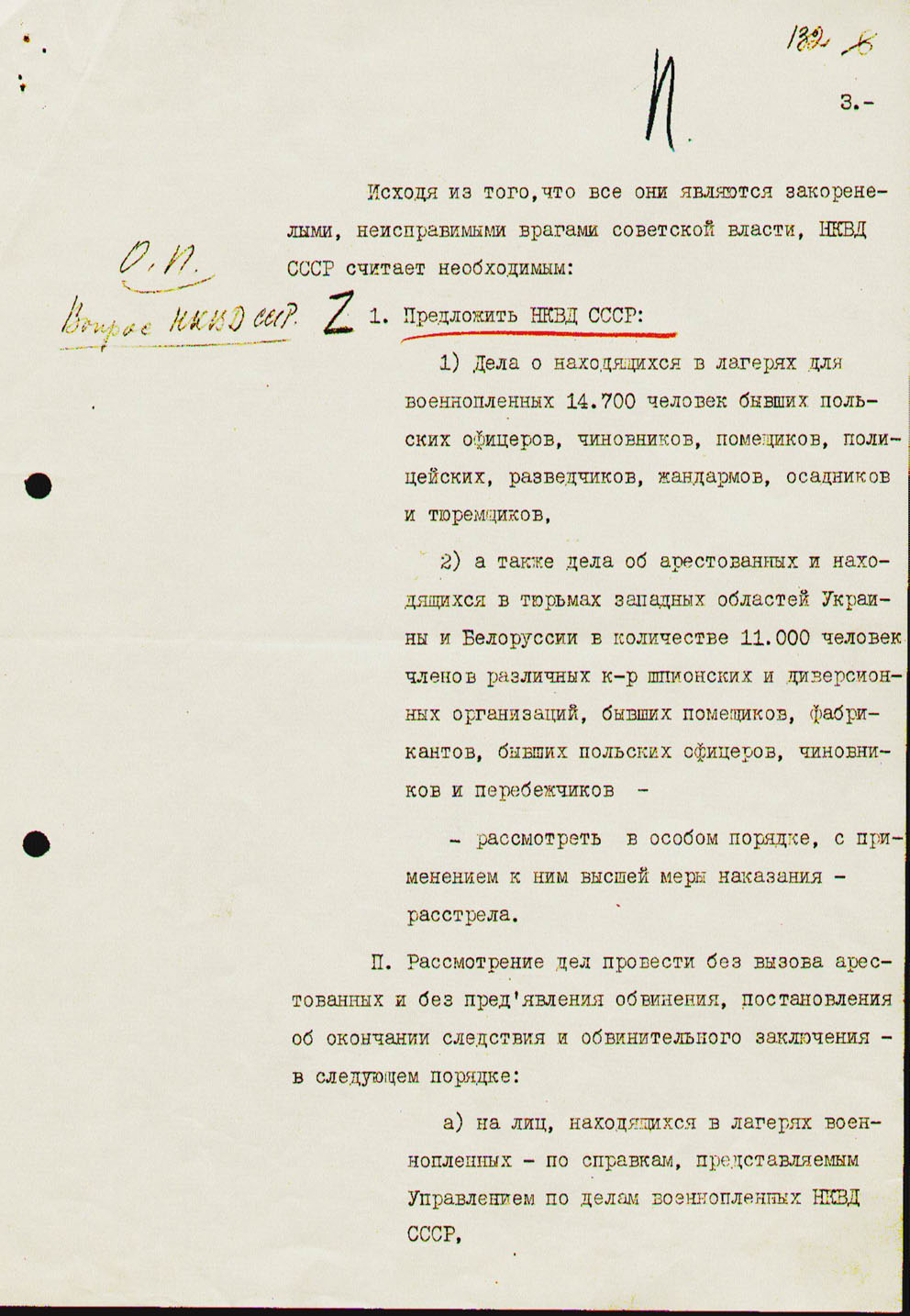
Seite 3.
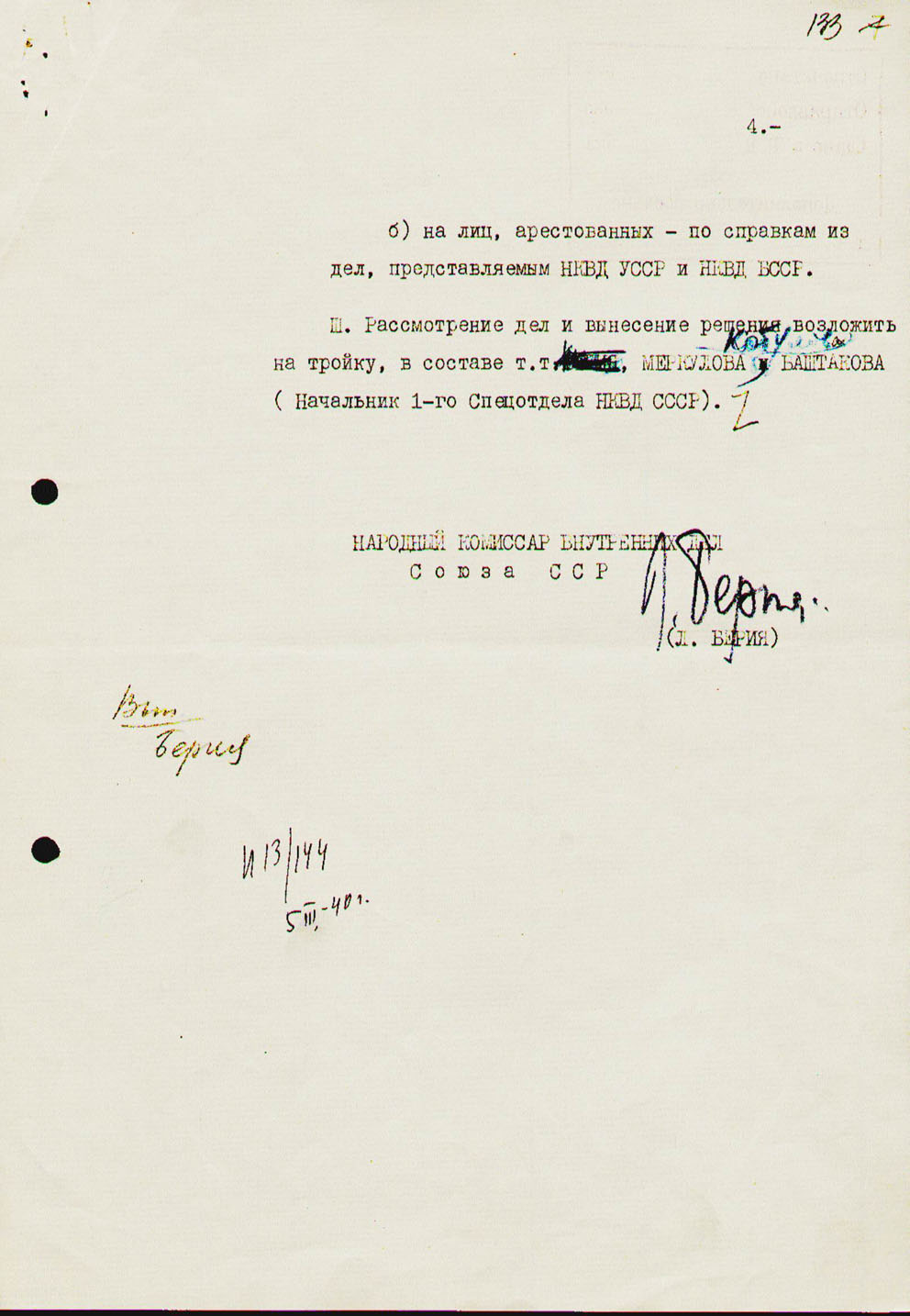
Seite 4.

Von Februar 1942 bis 1945 war er als Mitglied des Staatlichen Verteidigungskomitees (Kriegskabinett) für sämtliche Kriegstransporte und Um- bzw. Ansiedlungen von Industriekomplexen verantwortlich. Kurzzeitig wurde er als Volkskommissar für das Eisenbahn- bzw. Transportwesen abgelöst. In der Zwischenzeit war er 1942 kurzzeitig Mitglied des Militärrates der Nordkaukasusfront.
Von 1946 bis 1947 löste er  Chruschtschow als Erster Sekretär der Ukrainischen Parteiorganisation ab, um nach einer Dürre die Leitung des Wiederaufbaus zu übernehmen. Dort arbeitete er zusammen mit Patolitschew (1952–1953 Politbürokandidat).
Er förderte Leonid Breschnew, den er zum Parteisekretär des Gebietes Saporischschja machte und Wladimir Semitschastny, der Generalsekretär des ukrainischen Komsomol wurde, nachdem Kaganowitsch fast die gesamte Führungsspitze dieser Organisation entmachtet hatte. Stalin forderte Kaganowitsch zur Zusammenarbeit mit Chruschtschow auf und berief ihn wenige Monate später zurück nach Moskau.
Kaganowitsch war gegen Ende der Herrschaft Stalins der einzige verbliebene Jude in der obersten sowjetischen Führung, unternahm jedoch nichts, um die Ende 1948 gestartete antisemitische Kampagne zu stoppen. Sein Einfluss in der politischen Führungsspitze verringerte sich. Auch wurde er nicht mehr zu den „geselligen Abenden“ auf Stalins Datscha eingeladen und nahm kaum öffentlich wichtige Funktionen wahr.

### Machtverlust
Nach dem Tode Stalins (1953) und dem XX. Parteitag der KPdSU von 1956 gelang es Chruschtschow im Jahr 1957, die „Stalinisten“ (Malenkow, Molotow, Kaganowitsch, Perwuchin, Saburow, Bulganin und Woroschilow), die seine Ablösung betrieben, als Mitglieder einer „parteifeindlichen Gruppe“ zu entmachten. Kaganowitsch war noch kurzzeitig Direktor eines Werkes der Asbest-Produktion in der Stadt Asbest und 1958 zuständig für den Wohnungsbau in Kalinin. Nach dem XXII. Parteitag der KPdSU im Oktober 1961 wurden u. a. Kaganowitsch, Molotow und Malenkow aus der KPdSU ausgeschlossen. 
Die aus der KPdSU Ausgeschlossenen wurden (anders als in der Stalin-Ära) nicht verhaftet und erschossen. Kaganowitsch lebte bis zu seinem Tod in Moskau. Er verteidigte in seinen Memoiren seinen Weg und behauptete zeitlebens, Stalins und seine Politik wären richtig gewesen.

## Sonstiges
Familie
- Sein Bruder Michail Kaganowitsch war ein hoher Parteifunktionär, Mitglied des ZK (seit 1934) und des Organisationsbüros des ZK der Kommunistischen Partei (1934–1939) sowie vom 15. Oktober 1937 bis zum 11. Januar 1939 Volkskommissar für Verteidigungsindustrie. 1941 wurde er von der Partei gerügt und verwarnt; er nahm sich daraufhin das Leben.
- Seine angebliche Schwester oder Nichte Rosa Moissejewna Kaganowitsch galt als Rosa Stalina bei einigen Forschern als dritte Ehefrau Stalins. In der neueren Forschung findet sich keine Bestätigung dafür.

Ehrungen
- Held der sozialistischen Arbeit
- Leninorden, vier Mal
- Orden des Roten Banners der Arbeit